# خولودیوکا (کریمه)
خولودیوکا (به لاتین: Kholodivka) یک منطقهٔ مسکونی در اوکراین است که در شهرداری سوداک واقع شده‌است. خولودیوکا ۶۹۶ نفر جمعیت دارد و ۲۴۶ متر بالاتر از سطح دریا واقع شده‌است.